# Polygala pavonii
Polygala pavonii är en jungfrulinsväxtart som beskrevs av Chod.. Polygala pavonii ingår i släktet jungfrulinssläktet, och familjen jungfrulinsväxter. Inga underarter finns listade i Catalogue of Life.